# Герценвіц Михайло Іванович
Михайло Іванович Герценвіц (10 (22) листопада 1874 — не раніше 1923) — полтавський губернський провідником дворянства в 1913—1917 роках.

## Життєпис
Православний. Зі спадкових дворян Полтавської губернії. Брат Дмитро — член Державної думи III скликання від Полтавської губернії.
Після закінчення Інституту інженерів шляхів сполучення був відряджений до управління зі спорудження залізниць. Згодом штатним по Міністерству шляхів сполучення інженером, був виробником робіт з будівництва Вовчансько-Кушанської залізниці та начальником партії робіт в експедиції зі з'єднання Фінляндських залізниць. Потім був старшим інженером зі спорудження дороги Петербург-Вологда, брав участь у Найвищій установі комісії з залізних справ.
В 1910 був обраний Константиноградським повітовим провідником дворянства, а у вересні 1913 — Полтавським губернським провідником дворянства, на якій посаді перебував до Лютневої революції.
21 травня 1919 був заарештований більшовиками, 2 червня був випущений з в'язниці.
В еміграції у Югославії. У 1921—1923 роках був членом Союзу російських інженерів. Подальша доля невідома.